# Puits
Puits is een gemeente in het Franse departement Côte-d'Or (regio Bourgogne-Franche-Comté) en telt 140 inwoners (2005). De plaats maakt deel uit van het arrondissement Montbard.

## Geografie
De oppervlakte van Puits bedraagt 19,7 km², de bevolkingsdichtheid is 7,1 inwoners per km².
De onderstaande kaart toont de ligging van Puits met de belangrijkste infrastructuur en aangrenzende gemeenten.

## Demografie
Onderstaande figuur toont het verloop van het inwonertal (bron: INSEE-tellingen).